# Abbazia di San Michele Arcangelo (Arcevia)

## Storia
L'abbazia benedettina di San Michele Arcangelo si trova sulla sommità del monte Sant'Angelo, già monte Camiliano, vicino ad Arcevia (AN). È dedicata a san Michele Arcangelo, patrono longobardo. In epoca medievale, già dal 1024 l'abbazia era un importante luogo di culto, con alle sue dipendenze diverse chiese e conventi della zona.
Nel tempo il convento è passato dai benedettini ai camaldolesi, ma dal ‘600, ha perduto lentamente importanza, finendo progressivamente in rovina.
Nel 1904 un comitato di Arcevia ha effettuato un restauro della chiesa, inserendo sopra di essa una grande croce in ferro, visibile anche a distanza, ma l'abbazia venne successivamente chiusa e abbandonata, nei recenti anni è stato effettuato un nuovo restauro ed ora l'abbazia è aperta al pubblico. Il 4 maggio 1944 fu luogo di un eccidio nazifascita ai danni di partigiani e civili.
L'abbazia si trova sulla linea immaginaria che comprende anche altre chiese dedicate all'arcangelo Michele, come la Sacra di San Michele in val di Susa, Mont Saint Michel in Bretagna, Saint Michaels Mount in Cornovaglia, per citare le più famose.
Pur se di ridotte dimensioni, si tratta di una costruzione interessante a tre navate, con volta a botte la centrale e a crociera le laterali e sull'altare una copia della statua in legno di san Michele arcangelo, il cui originale, attribuito al famoso incisore francese Léonard Chailleau, si trova nella chiesa di San Medardo della vicina Arcevia.
Sulle colonne interne, sotto i capitelli romanici, si trovano alcune iscrizioni non ancora tradotte o decifrate.
Esiste anche un secondo altare a destra di quello centrale, dove si trovano pietre donate dal santuario di Monte Sant'Angelo nel Gargano e della sacra di San Michele in Val di Susa.
Attorno all'abbazia si può ammirare un bel panorama sulle campagne, l'Appennino centrale e il mare, quando la visibilità lo consente.
Vicino all'abbazia si trova il monumento in bronzo, realizzato da Bruno d'Arcevia dedicato ai “Caduti della Polizia”.

## Galleria d'immagini

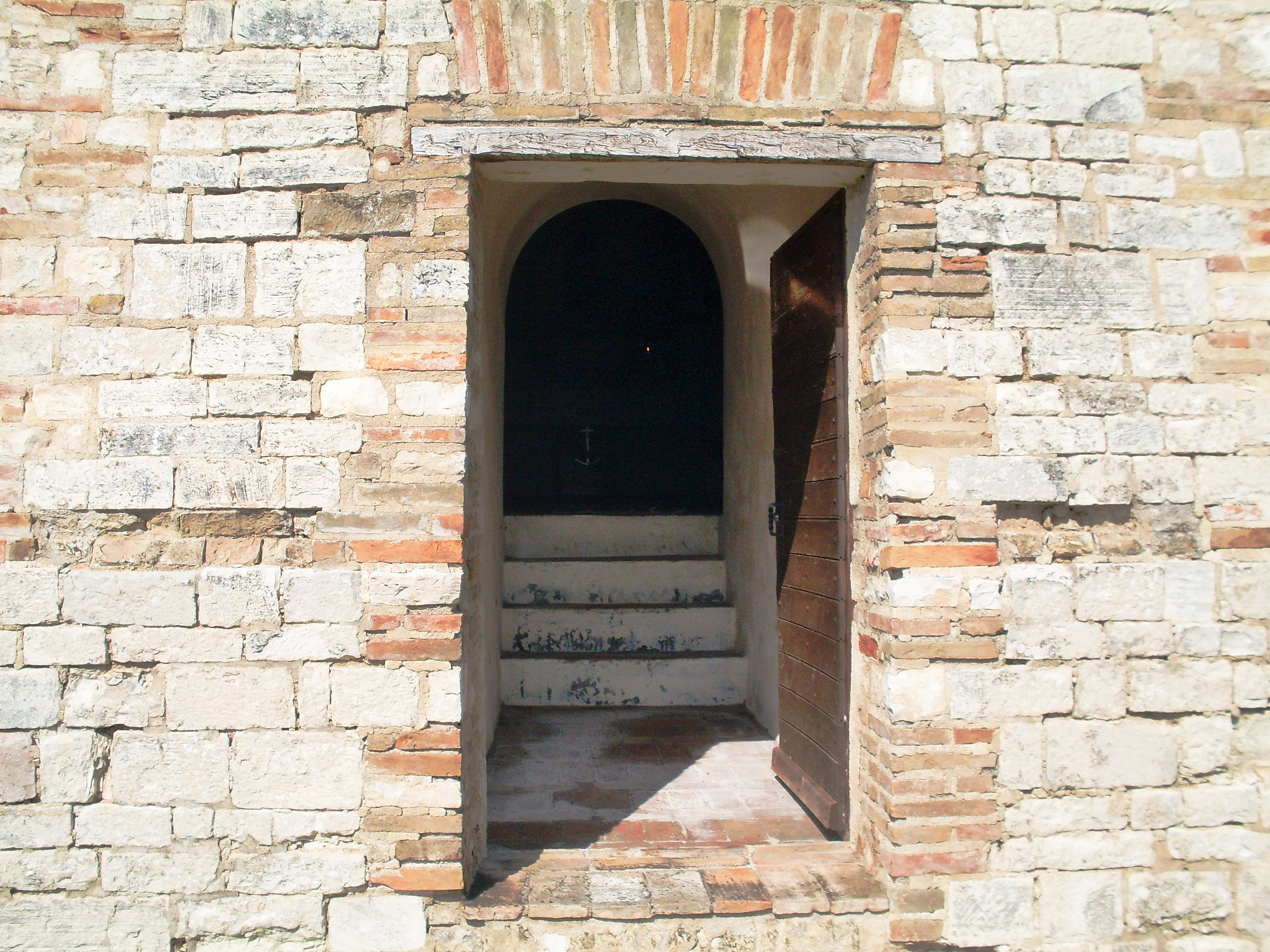
ingresso esterno
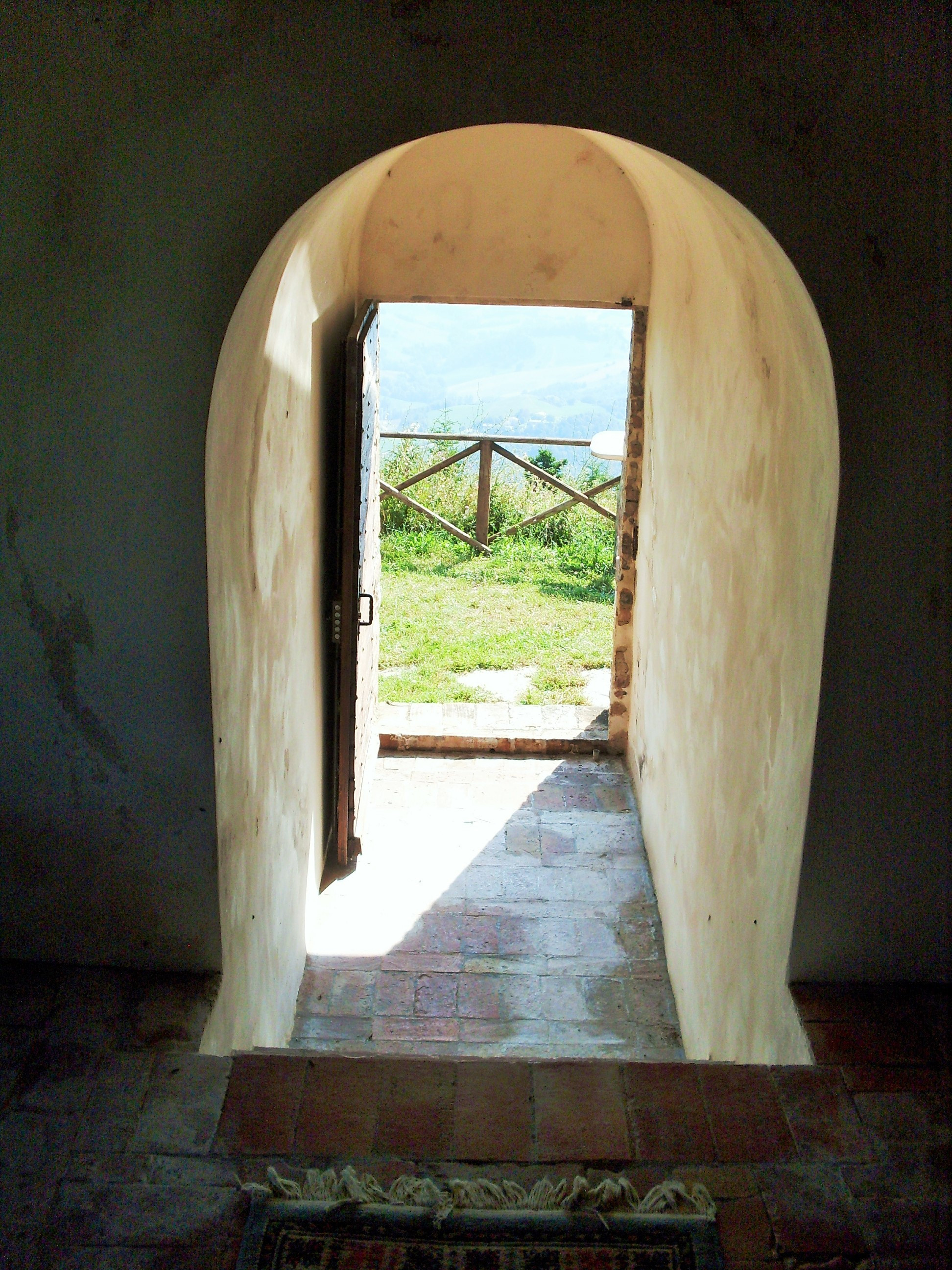
ingresso principale
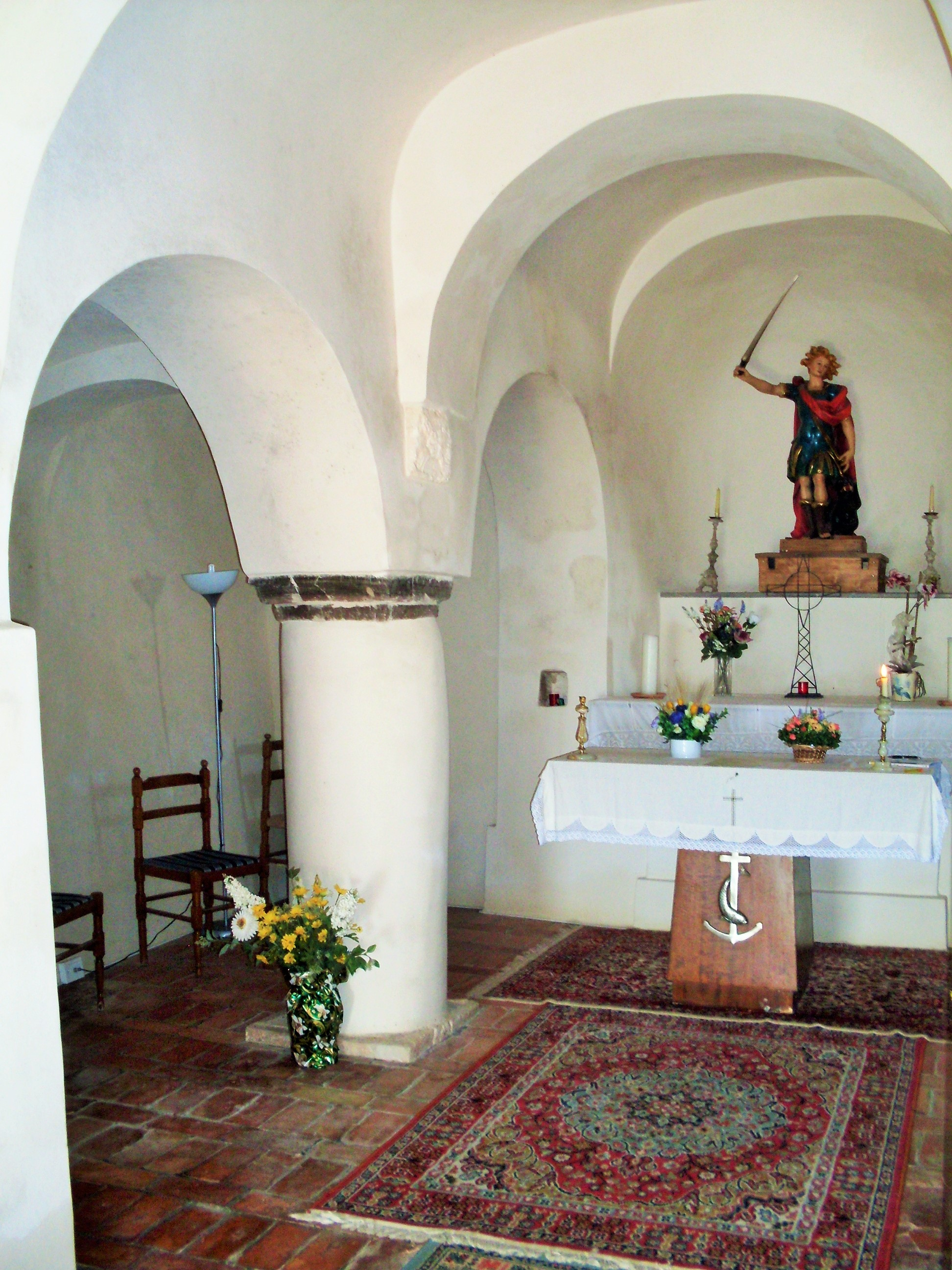
navata centrale e sinistra
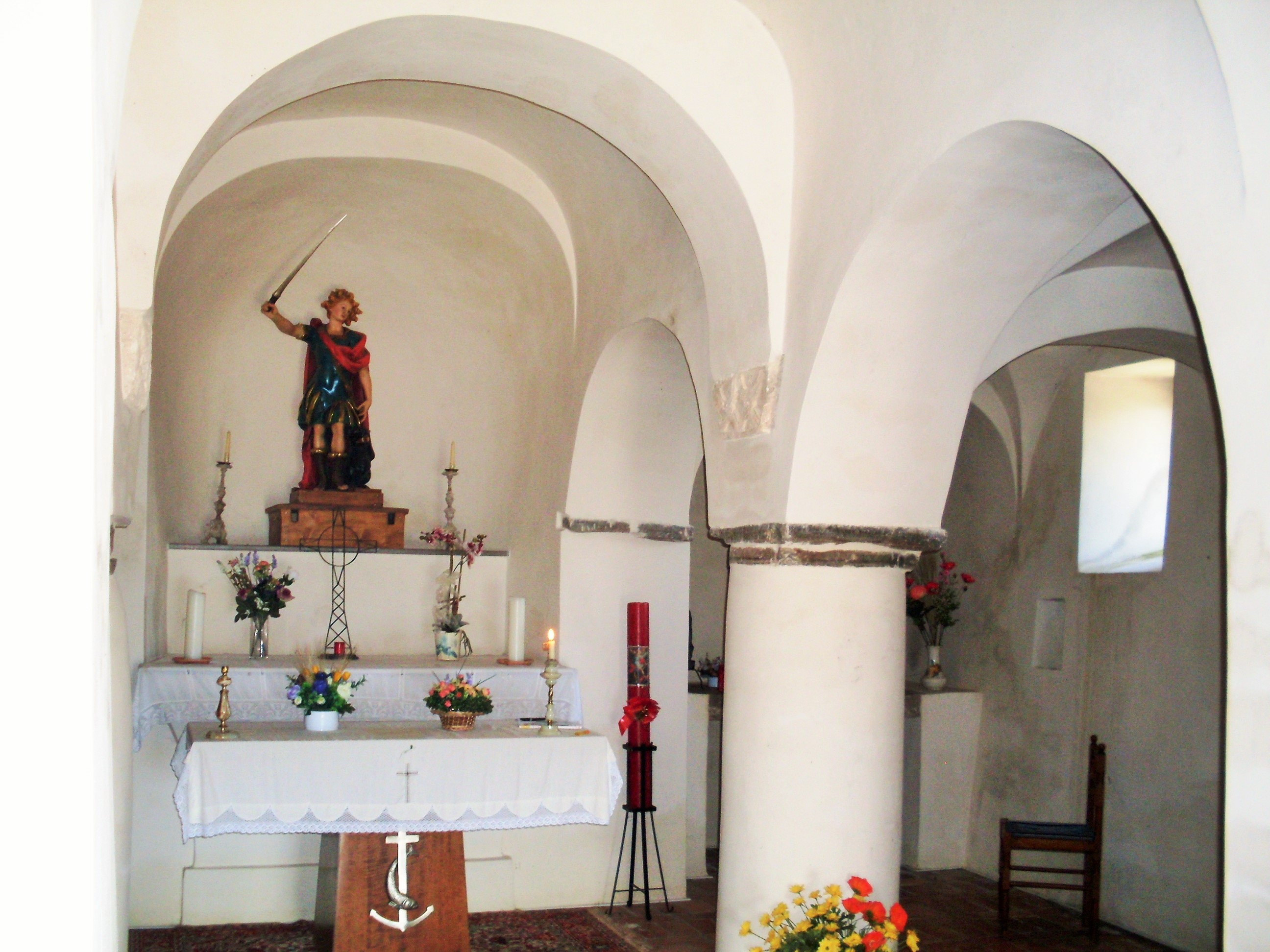
navata centrale e destra
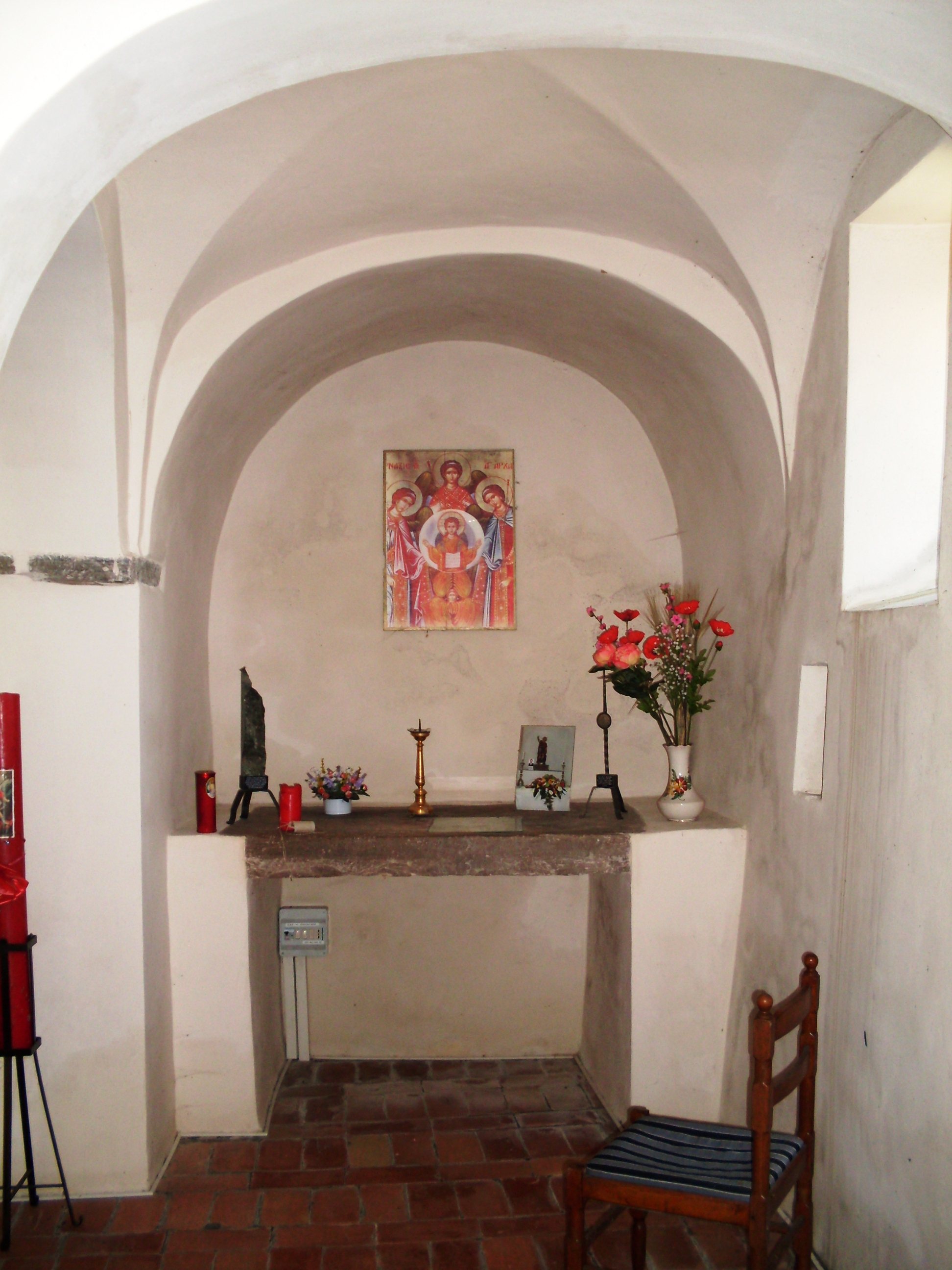
altare laterale
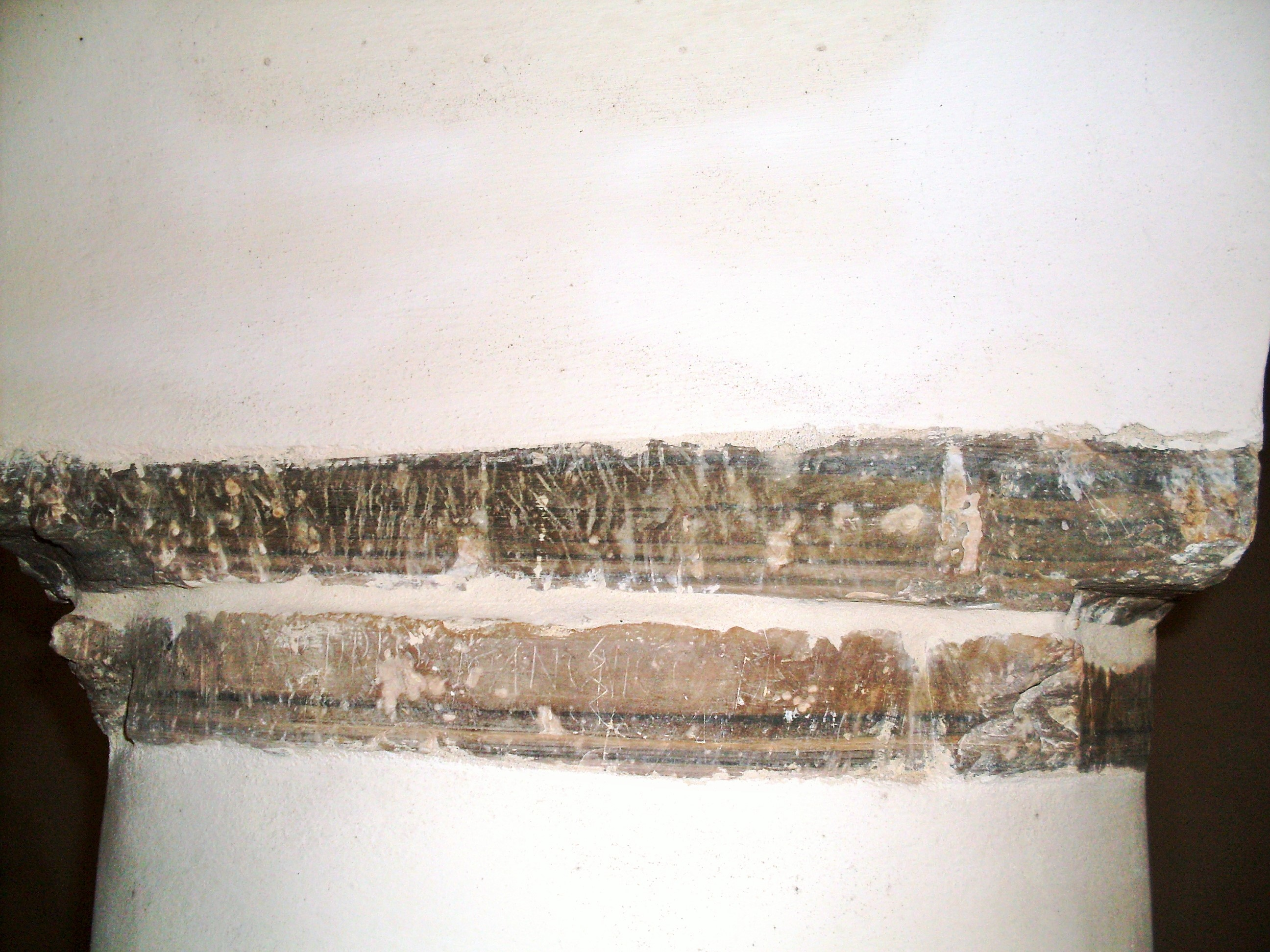
incisioni colonne
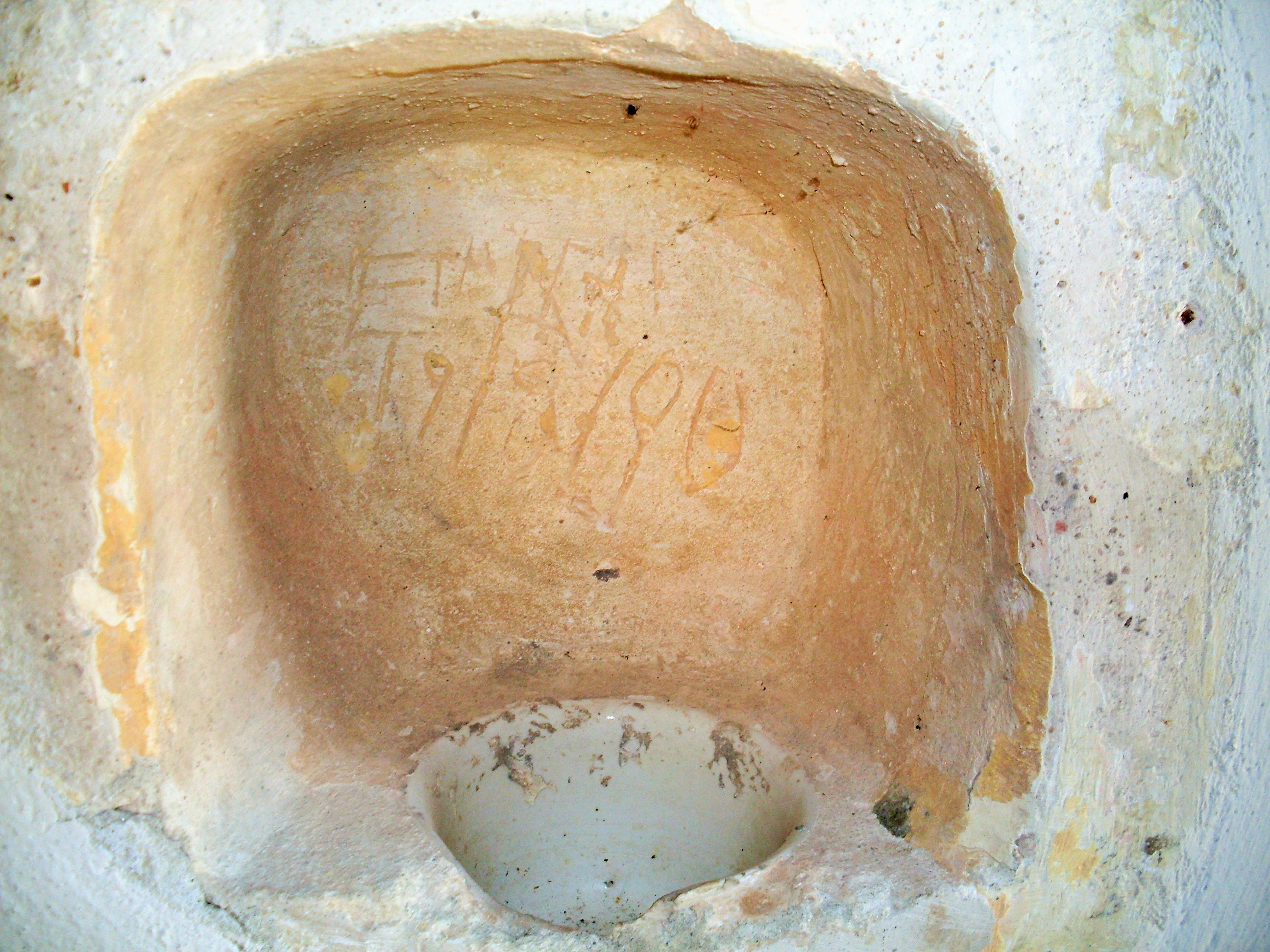
acquasantiera
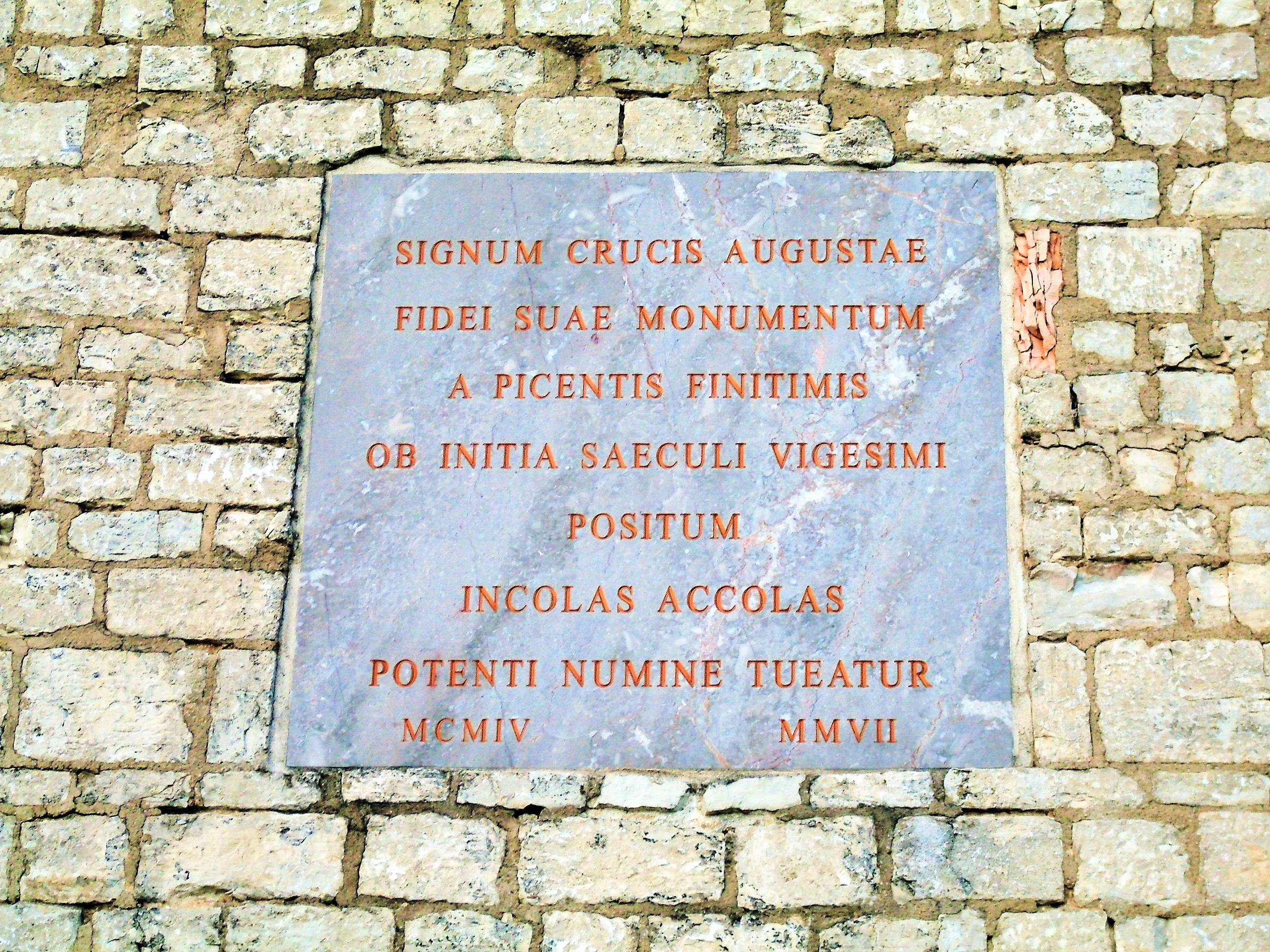
Abbazia targa esterna
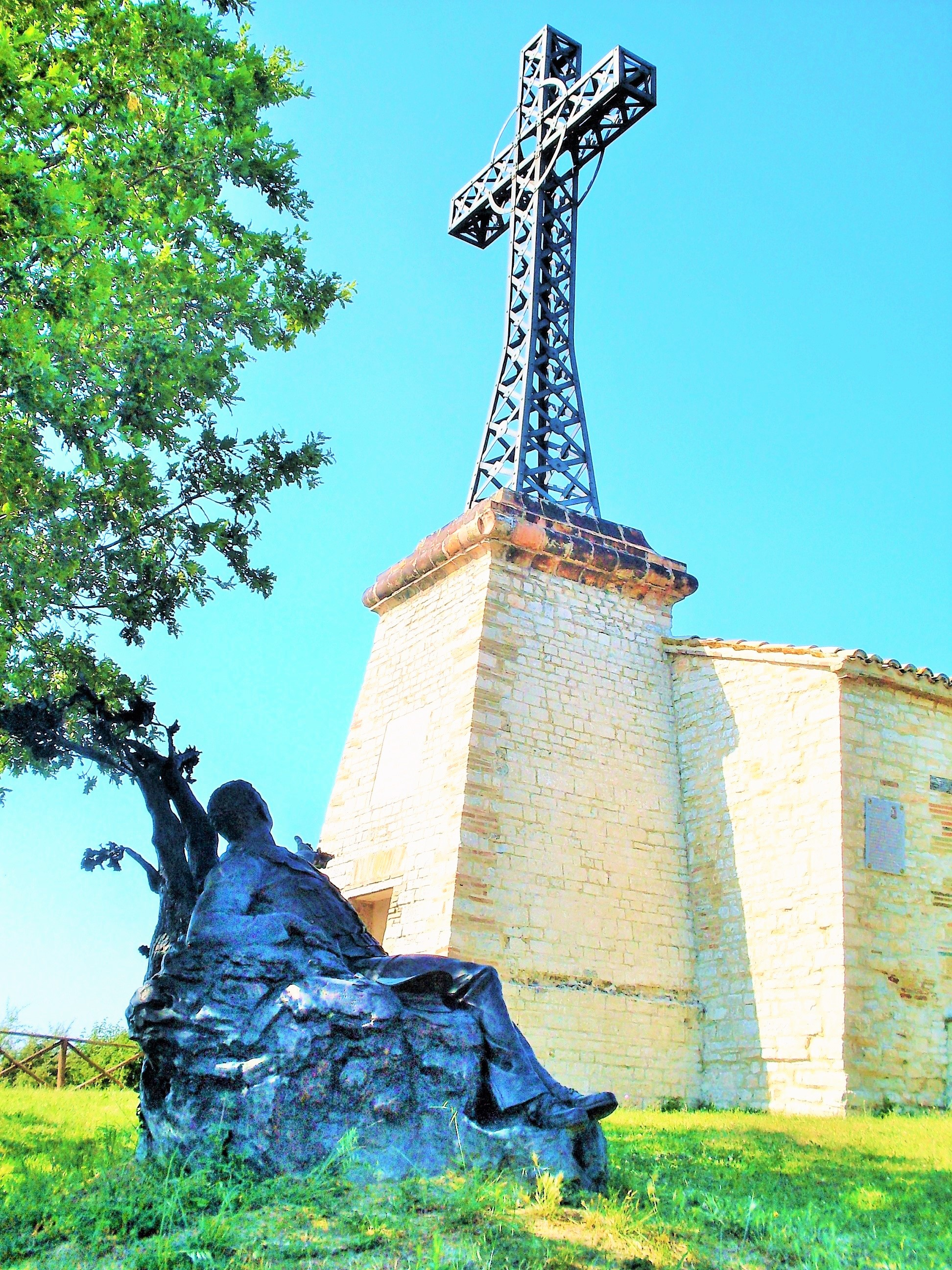
monumento caduti polizia
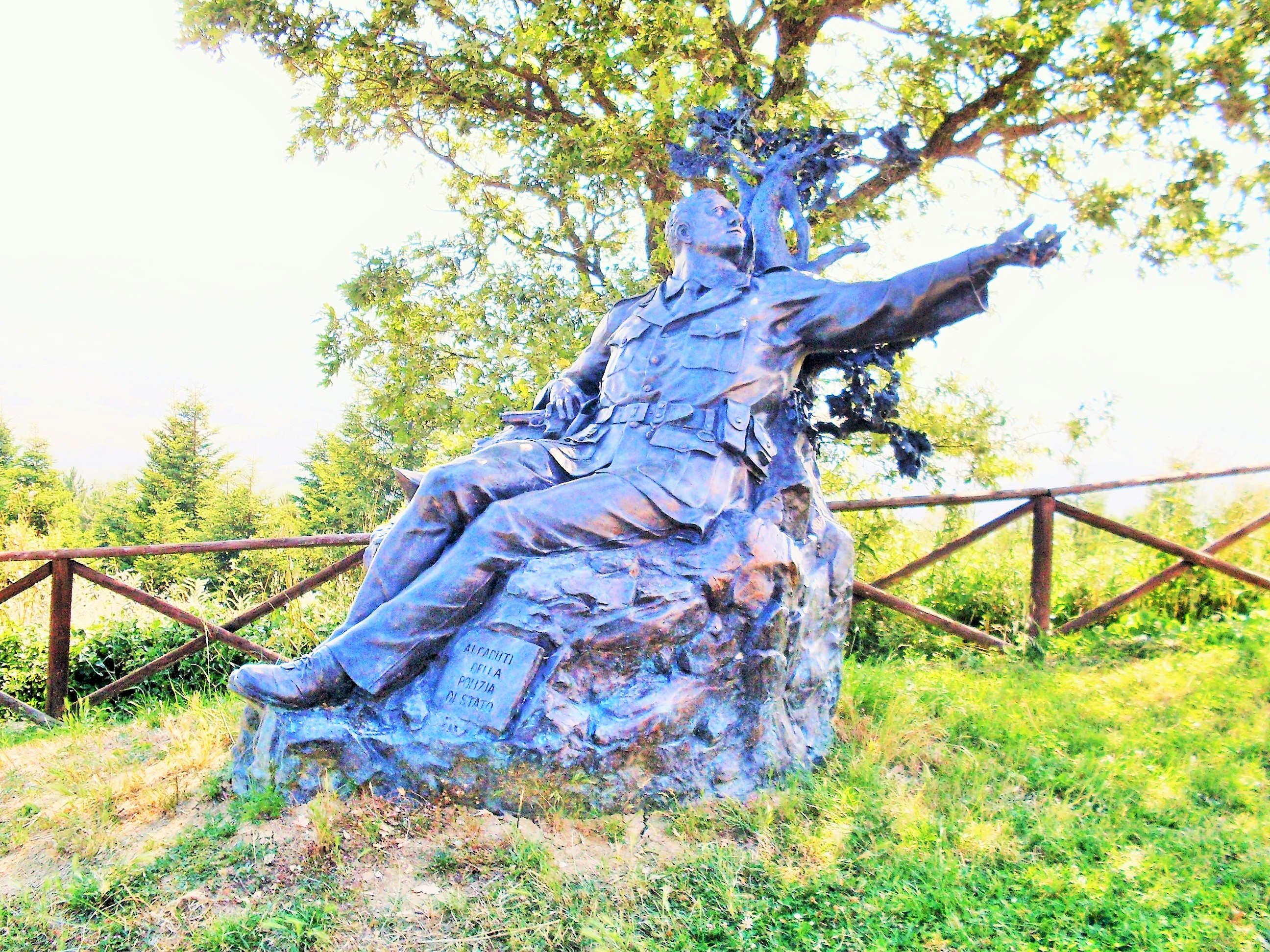
monumento caduti polizia
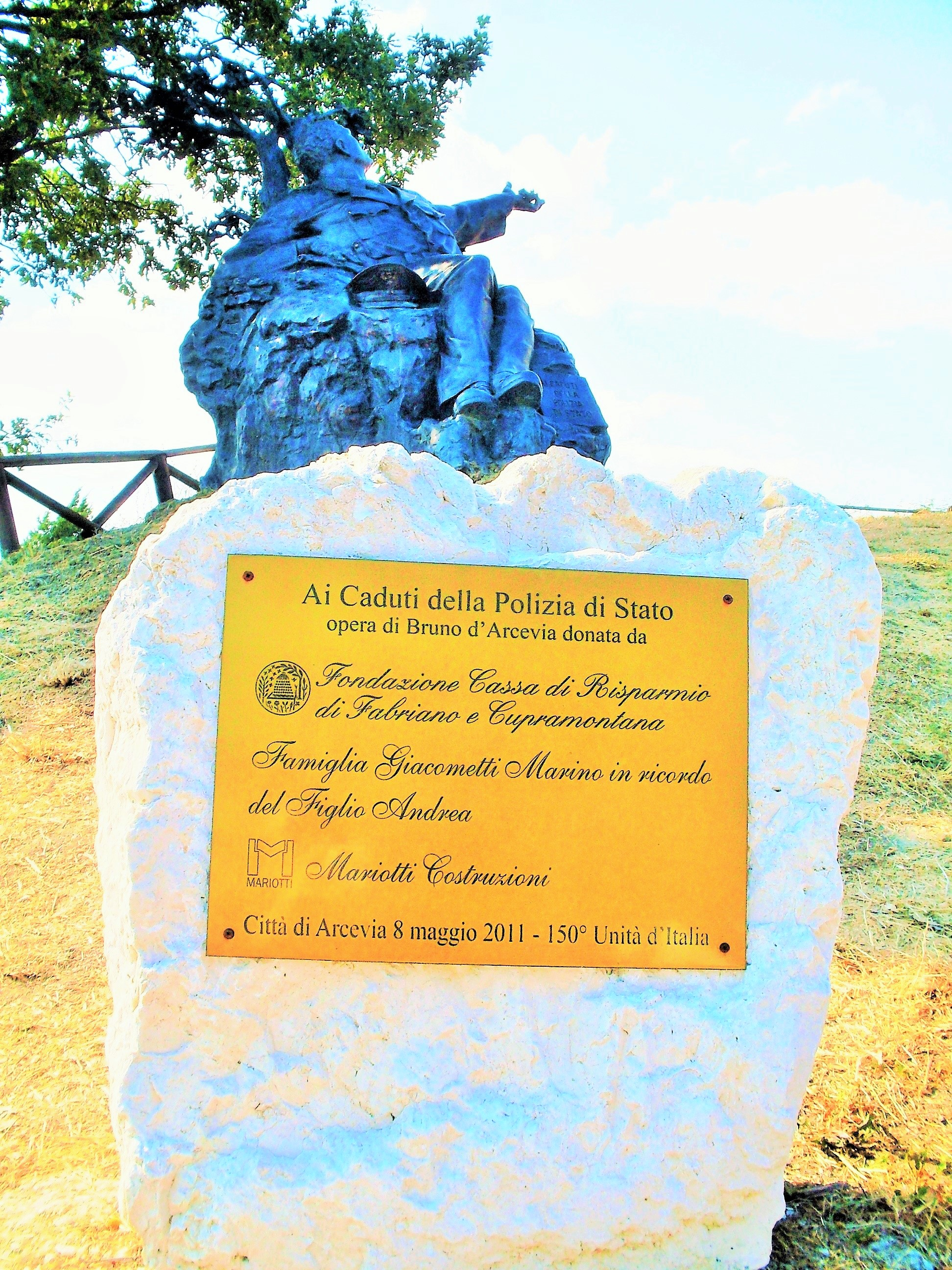
targa caduti polizia
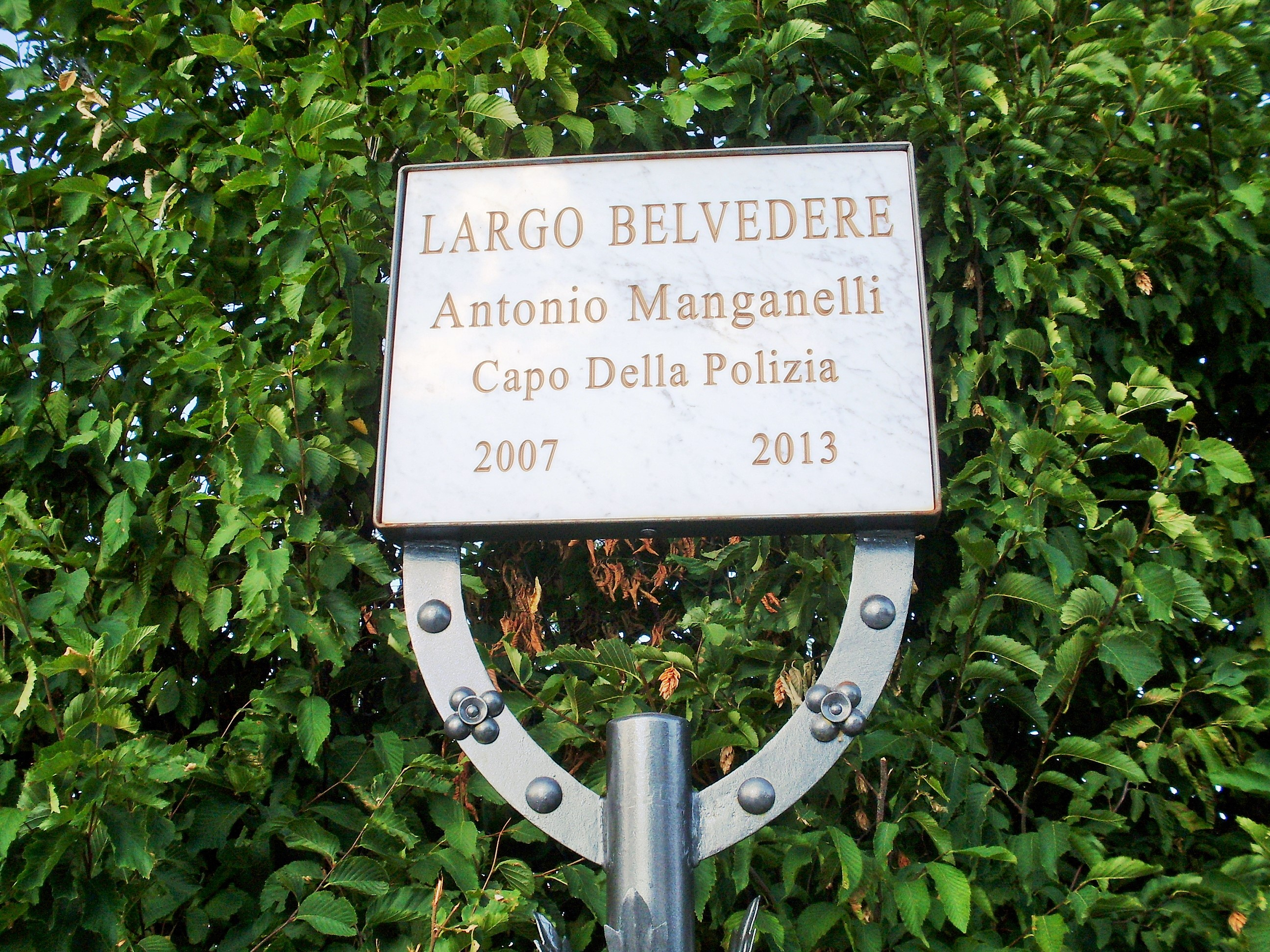
Largo Belvedere
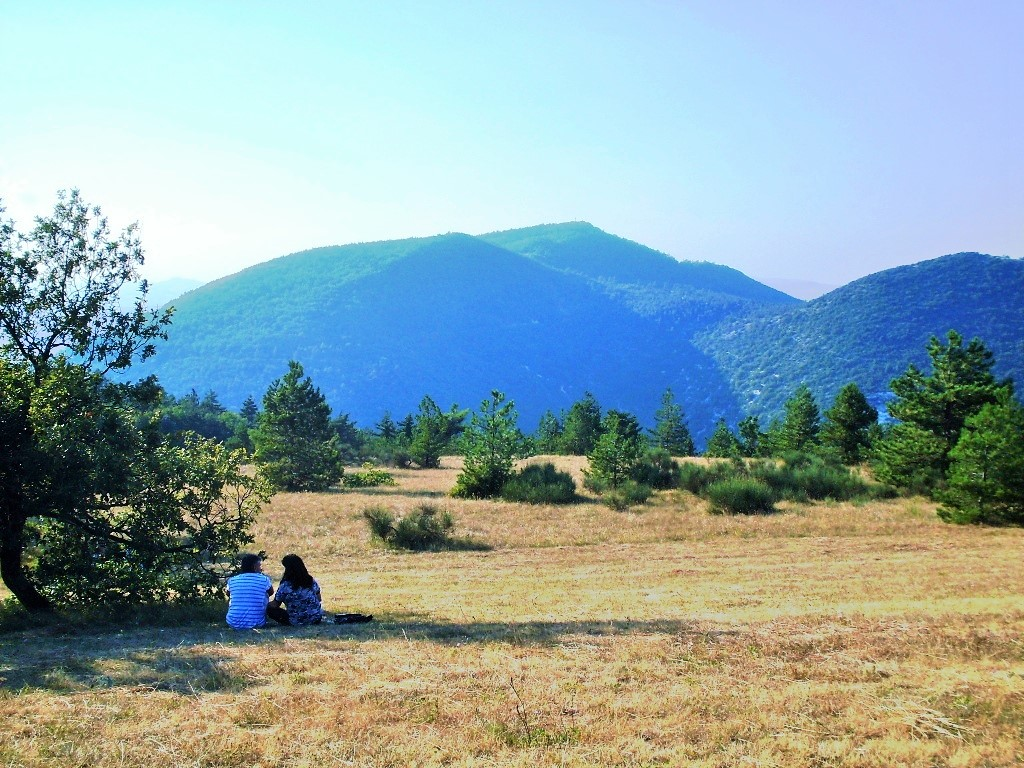
Monte Sant'Angelo visto da monte Croce